# 4 Plugs
4 Plugs è il settimo album dei The Mad Capsule Markets, ed è conosciuto come uno dei lavori più pesanti e aggressivi del gruppo, introducendo sonorità metal e rap, tipicamente legate al nu metal. In 4 Plugs vede l'esordio di Takeshi Ueda sia come compositore e sia come sperimentatore di nuovi suoni ed effetti mediante il suo basso, tuttavia questo cambio di rotta non darà spazio ad Ai Ishigaki, che nello stesso anno lascerà il gruppo. Quest'album contiene molte canzoni scritte totalmente in inglese come Walk! e Don't Suss Me Out.

## Tracce
1. Possess in Loop!! – 3:56
2. Crack – 3:33
3. Kami-Uta (神Kami-Uta歌, God's Ode) – 3:35
4. Rust Off System – 1:24
5. Walk! – 3:24
6. Noomaru Raifu (ノーマルライフ, Normal Life) – 6:52
7. Another Plug – 1:02
8. S.H.O.D.O.K.U (消毒, Disinfect) – 3:35
9. A-S-M-I-A-S-B – 3:18
10. PGM ON – 1:36
11. Don't Suss Me Out – 2:44
12. Destruction at the Door – 3:10
13. O*U*T – 5:24